# Mieczysław Jastrun
Mieczysław Jastrun (né Mojsze Agatsztajn, le 29 octobre 1903 à Korolówka près de Ternopil
- mort le 22 février 1983 à Varsovie) est un poète, essayiste, écrivain et traducteur polonais.
« Un des rares poètes majeurs isolés, il ne fut jamais lié à aucun mouvement ni à aucun groupe. Sa mythologie est personnelle et ses affinités vont de Virgile à Kafka » (C. Jelenski)

## Biographie
Né à Korolówka (en Galicie orientale) dans une famille juive, il est le fils du médecin Joseph Agatsztajn et de Marie née Nisensohn.
Il passe son enfance à Jodłowa, puis à Ryglice (école primaire) et à Cracovie (école secondaire 1915-1919).
En raison de l'éclatement de la Guerre soviéto-polonaise il interrompt ses études et s'enrôle comme volontaire dans l'armée polonaise. Mais malade du typhus, il ne peut participer aux combats.
Le 9 mars 1920, il est baptisé ainsi que son frère aîné Stanislaw Jerzy (plus tard George Gierowski) en l'église paroissiale de Jodłowa.
Il reprend ses études au lycée K. Brodzińskiego à Tarnów, puis à l'université Jagellonne où il étudie le polonais, l'allemand et la philosophie. Il fait ses débuts en tant que poète en publiant dans la revue "Skamander" (1925).
Après l'obtention de son doctorat (1929), il travaille comme professeur de langue, de propédeutique et de philosophie dans un lycée privé de Kolbuszowa - par la suite il enseigne principalement à Łódź. Il compte parmi ses élèves Jerzy Jochimek (pl) et Jerzy Pomianowski.
En 1929 il entre à l'Union des écrivains polonais (ZZLP), puis en 1930 devient membre du Pen Club polonais.
Il écrit et publie de nombreux poèmes, articles et traductions dans différents périodiques : les Nouvelles littéraires (Wiadomości Literackie), Skamander, Gazette littéraire (Gazeta Literacka), Quartier des Poètes (Okolicy Poetów), Kamena et Ateneum.
Après le déclenchement de la Seconde Guerre mondiale, les Soviétiques occupèrent Łódź. Il participe alors à l'édition de manuels scolaires en langue polonaise.
Le 17 septembre 1940, il rejoint l'Union des écrivains soviétiques d'Ukraine. Après l'occupation de Łódź par le Troisième Reich en 1941, il retourne à Varsovie et rejoint la résistance, publie dans la presse clandestine sous le pseudonyme de John Klonowicz. Afin d'éviter d'être arrêté par la Gestapo, il déménage à Międzylesie (juillet 1944). Avant même la fin de la guerre, il s'installe à Lublin, où il écrit pour l'hebdomadaire Renaissance (Odrodzenie).
À l'automne 1945, il retourne à Łódź. Il est le vice-rédacteur en chef de l'hebdomadaire La Forge (Kuźnica) (1945-49).
En 1949, il s'installe de manière définitive à Varsovie. Il épouse un an plus tard la poète Mieczysława Buczkówna (pl) (1924-2015), avec qui il a un fils, Tomasz (pl) (né en 1950), qui devriendra lui-même poète et écrivain.
Par la suite, Mieczysław Jastrun continue son travail artistique en publiant dans de nombreux journaux et magazines, et enseigne également la poésie moderne à l'Université de Varsovie.
En 1957, après l'interdiction de publier le mensuel Europa, qu'il a co-fondé, il s'inscrit au Parti communiste.
En 1964, il est l'un des 34 signataires de la lettre pour la défense de la liberté d'expression.
Il meurt à Varsovie en 1983. Il est enterré au cimetière de Powązki.

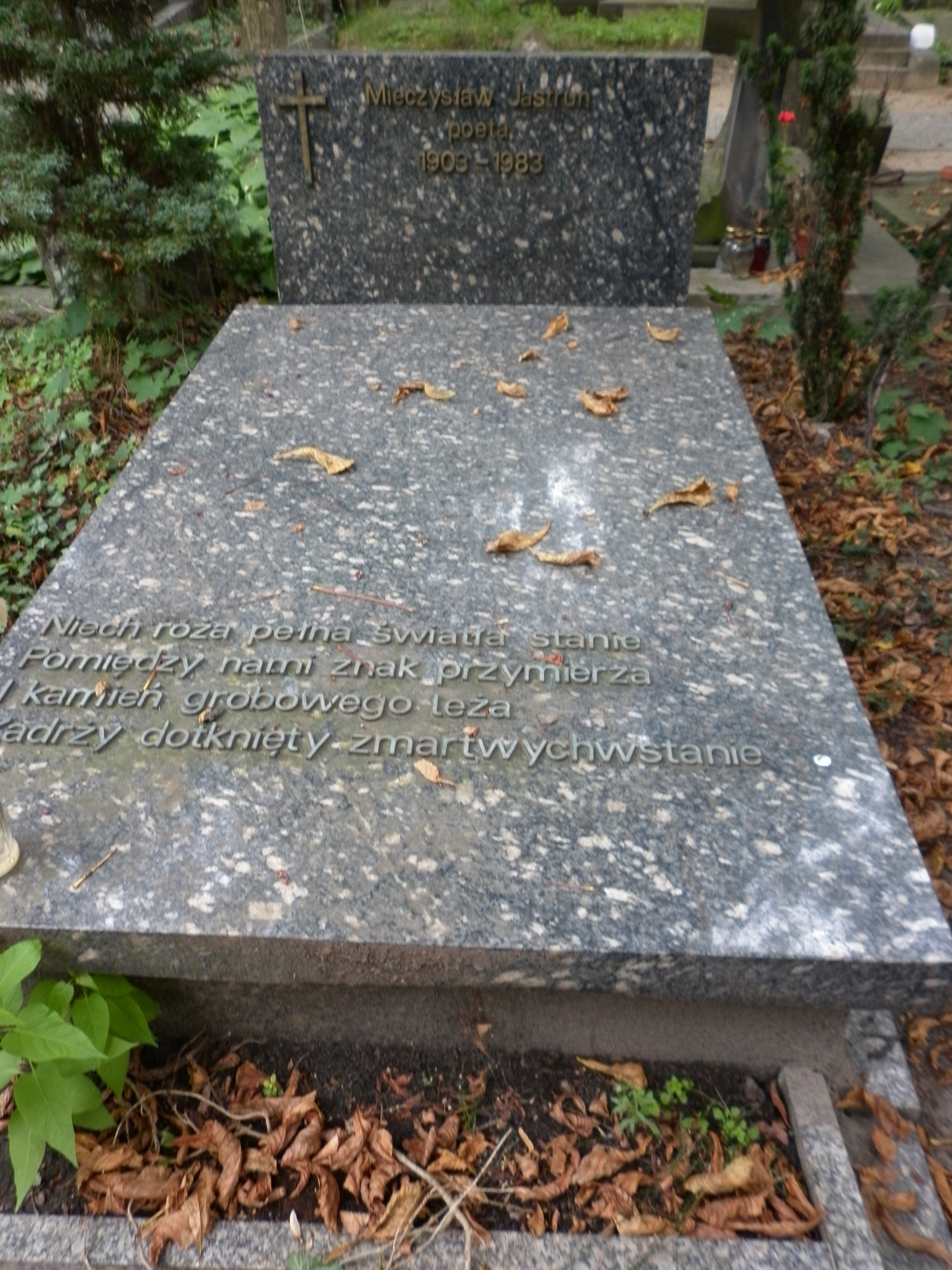
La tombe de Mieczysław Jastrun, cimetière de Powązki

## Ouvrages
Poésie
- Rencontre à temps (1929) / (pl) Spotkanie w czasie, Warszawa, wyd. Ferdynand Hoesick, 1929
- (pl) Dzieje nieostygłe, 1935
- Flux et silence (1937) / (pl) Strumień i milczenie, Wydawnictwo J. Mortkowicza, Kraków, 1937
- (pl) Godzina strzeżona, Lublin, Związek Zawodowy Literatów Polskich, 1944
- La chose humaine (1946) / (pl) Rzecz ludzka, Warszawa, „Książka”, 1946
- (pl) Sezon w Alpach i inne wiersze, Kraków, „Książka”, 1948
- (pl) Barwy ziemi, Warszawa, Państwowy Instytut Wydawniczy, 1951
- (pl) Poemat o mowie polskiej, Warszawa, Państwowy Instytut Wydawniczy, 1952
- Poésie et Vérité (1955) / (pl) Poezja i prawda, Warszawa, Czytelnik, 1955
- (pl) Genezy, Warszawa, Państwowy Instytut Wydawniczy, 1959
- Plus grand que la vie (1960) / (pl) Większe od życia, Warszawa, Czytelnik, 1960
- Intonation (1962) / (pl) Intonacje, Warszawa, Państwowy Instytut Wydawniczy, 1962
- (pl) Strefa owoców, Warszawa, Państwowy Instytut Wydawniczy, 1964
- En plein Jour (1967) / (pl) W biały dzień, Warszawa, Państwowy Instytut Wydawniczy, 1967.
- (pl) Godła pamięci, Warszawa, Państwowy Instytut Wydawniczy, 1969
- Ile (1973) / (pl) Wyspa, Warszawa, Czytelnik, 1973.
- (pl) Błysk obrazu, Kraków, Wydawnictwo Literackie, 1975
- Rotation de la scène (1975) / (pl) Scena obrotowa, Kraków, Wydawnictwo Literackie, 1977
- Points lumineux (1980) / (pl) Punkty świecące, Warszawa, Państwowy Instytut Wydawniczy, 1980
- (pl) Wiersze z jednego roku, Warszawa, Czytelnik, 1981
- Fuga temporum (1986) / (pl) Fuga temporum, Warszawa, Państwowy Instytut Wydawniczy, 1986

Essais
- Images. croquis littéraires (1956) / (pl) Wizerunki. Szkice literackie, Warszawa, Państwowy Instytut Wydawniczy, 1956
- Entre le verbe et le silence (1960) / Między słowem a milczeniem, Państwowy Instytut Wydawniczy, Warszawa 1960.
- Le mythe méditerranéen (1962) / (pl) Mit śródziemnomorski, Warszawa, Państwowy Instytut Wydawniczy, 1962
- La liberté du choix (1969) / (pl) Wolność wyboru, Warszawa, Państwowy Instytut Wydawniczy, 1969
- Situation de la poésie (1971) / (pl) Sytuacja poezji, 1971
- En forme de diamant (1971) / (pl) Gwiaździsty diament, Warszawa, Państwowy Instytut Wydawniczy, 1971
- La lutte pour un mot (1973) / (pl) Walka o słowo, Warszawa, Czytelnik, 1973
- Voyage en Grèce (1978) / (pl) Podróż do Grecji, Kraków, Wydawnictwo Literackie, 1978
- La forme et le sens de la poésie (1988) / (pl) Forma i sens poezji, Warszawa, Państwowy Instytut Wydawniczy, 1988

Proses
- Mickiewicz (1949) / (pl) Mickiewicz, Warszawa, Państwowy Instytut Wydawniczy, 1949 (roman sur Adam Mickiewicz)
- Poète et courtisan. À propos de Jan Kochanowski (1954) / (pl) Poeta i dworzanin. Rzecz o Janie Kochanowskim, Warszawa, Państwowy Instytut Wydawniczy, 1954
- Rencontre avec Salomé (1959) / (pl) Spotkanie z Salomeą, Warszawa, Państwowy Instytut Wydawniczy, 1959 (roman sur Juliusz Słowacki)
- Belle Maladie (1961) (pl) Piękna choroba, Warszawa, Państwowy Instytut Wydawniczy, 1961 (écrit autobiographique)
- (pl) Smuga światła, Warszawa, Państwowy Instytut Wydawniczy, 1983 (mémoires)
- Autre lieu, autre temps (1994) / (pl) W innym miejscu, w innym czasie, Warszawa, Czytelnik, 1994 (mémoires)
- Journaux (1955-1981) / (pl) Dzienniki 1955-1981, Kraków, Wydawnictwo Literackie, 2002.
- Mémoire et silence (2006) (pl) Pamięć i milczenie, Pułtusk, 2006

Traductions
Il a traduit Lorca, Pouchkine, surtout de l'allemand notamment Rainer Maria Rilke (Élégies de Duino) et Friedrich Hölderlin.

## Distinctions
- Croix de Commandeur de l'Ordre de la Renaissance de Pologne (1954)
- Prix du PEN Club polonais (1969)
- Prix de la Fondation Alfred Jurzykowski (1972)
- Prix du mensuel "Odra" (1977)